# Museo de Sitio de Cantona
Después de abrir la zona arqueológica al público en 1994 fue quedado pendiente la construcción del museo de Cantona. A través del tiempo se han encontrado una gran cantidad de materiales, tanto cerámicos como restos óseos, lo cual generó la necesidad de crear un museo para la exposición de los materiales que eran encontrados en la zona arqueológica. Fue hasta 2008 cuando se autorizó una partida presupuestal en el congreso de la unión para la creación del museo del sitio.  Fue hasta 2010 cuando se comenzó con la primera etapa de construcción, tras la ejecución del proyecto arquitectónico diseñado por el INAH.

## Localización
El museo de sitio de Cantona se encuentra en el municipio de Tepeyahualco de Hidalgo, el cual se ubica en la parte centro-oriente del estado de Puebla, colindando con el municipio de Perote en el Estado de Veracruz.

## Temáticas tratadas en el museo de Cantona
En el museo de cantona se tratan tres temáticas: la ciudad, la explotación de obsidiana y la cosmovisión de los habitantes de esta región. En la sección sobre la ciudad el museo da una introducción y explicación de la ubicación espacio-temporal de la ciudad, acercando al visitante a las posibles razones por las que los primeros habitantes se asentaron en esta área. Incluye también información sobre la ubicación geográfica de Cantona; su origen y desarrollo cultural; una reseña de los avance tecnológicos de esta sociedad, su vida cotidiana, forma de gobierno y vida política. En la sección sobre la obsidiana se establece cómo y dónde se producían los objetos de obsidiana y finalmente, en el de cosmovisión, se ofrece una panorámica del ceremonial religioso y las actividades relacionadas con los rituales realizados en la zona arqueológica de Cantona.

## Horario y entrada al museo
Entrada de lunes a domingo de 9:00 a 18:00 horas. Entrada general: $45 pesos. Entrada libre para Menores de 13 años, INAPAM y estudiantes. Entrada libre para el público en general el día Domingo.